# Muirshearlich
Muirshearlich (Schots-Gaelisch: Muir Sìorlaich) is een dorp ongeveer 6 kilometer ten noordoosten van Fort William in de Schotse lieutenancy Inverness in het raadsgebied Highland.